# Ménil-Lépinois
Ménil-Lépinois je francouzská obec v departementu Ardensko v regionu Grand Est. V roce 2012 zde žilo 142 obyvatel.

## Poloha obce
Obec leží u hranic departementu Ardensko s departementem Marne. Sousední obce jsou: Alincourt, Aussonce, Bergnicourt, Le Châtelet-sur-Retourne, Isles-sur-Suippe, Juniville, Neuflize, Saint-Remy-le-Petit a Warmeriville (Marne).

## Vývoj počtu obyvatel
Počet obyvatel